# Prix ACTRA
Le prix ACTRA (ACTRA Awards) sont des récompenses de cinéma, de télévision et de radio canadiennes décernées par l'Association of Canadian Television and Radio Artists de 1972 à 1986. En 1987, leur organisation a été transférée à l'Académie canadienne du cinéma et de la télévision, qui ont désormais la responsabilité de remettre les prix Gémeaux, Génie et Gemini.
Cependant, pour le 60e anniversaire de leur création en 2003, les prix ACTRA, renommés prix de l'Association des artistes canadiens de la télévision et de la radio, ont été rétablis au niveau local plutôt que national. Ils ne sont décernés qu'à des personnalités (pas à des films).

## Catégories de récompense
- Prix ACTRA (ACTRA Awards)
- Prix ACTRA Montréal (ACTRA Montreal Award)
- Prix ACTRA Toronto (ACTRA Toronto Award)
- Performance de cascade la plus exceptionnelle (Most Outstanding Stunt Performance)
- Meilleure performance masculine (Outstanding Male Performance)
- Meilleure performance de cascades (Outstanding Stunt Performence)
- Meilleure équipe de cascadeurs (Stunt Ensemble)

## Palmarès

### ACTRA Award
- 2004 : Lloyd Bochner
- 2005 : Tonya Lee Williams
- 2007 : Kiefer Sutherland
- 2008 : Andrew Walker
- 2009 : Sandra Oh
- 2010 : Eugene Levy
- 2011 : Bruce Greenwood
- 2012 : Amy Price-Francis
- 2013 : Tatiana Maslany[2]
- 2015 : Jason Priestley

### ACTRA Toronto Award

#### Meilleure équipe de cascadeurs
- 2022 : Resident Evil : Bienvenue à Raccoon City – Dan Skene

### ACTRA Montreal Award

#### Meilleure performance de cascades
- 2010 : Punisher : Zone de guerre (Punisher: War Zone) – Jean-Francois Lachapelle
- 2017 : X-Men: Apocalypse –  Mich Todorovic
  - X-Men: Apocalypse –  Naomi Frenette
  - X-Men: Apocalypse –  Eric Paul-Hus

### John Drainie Award
- 2011 : Barbara Budd[2]
- 2014 : Mack Furlong